# Così fan tutte (film)
Pour plus de détails, voir Fiche technique et Distribution.
Così fan tutte, également connu sous son titre anglais All Ladies Do It, est un film italien réalisé par Tinto Brass, sorti en 1992.

## Synopsis
Diana vit à Rome. Elle est mariée à Paolo mais elle aime séduire d'autres hommes...

## Fiche technique
Sauf indication contraire, les informations mentionnées dans cette section peuvent être confirmées par la base de données cinématographiques IMDb,  présente dans la section « Liens externes ».
- Titre original : Così fan tutte
- Titre anglais international : All Ladies Do It (titre utilisé en France, par exemple en DVD)
- Réalisation : Tinto Brass
- Scénario : Tinto Brass, Bernardino Zapponi et Francesco Costa
- Musique : Pino Donaggio
- Photographie : Massimo Di Venanzo et Silvano Ippoliti
- Montage : Tinto Brass
- Direction artistique : Paolo Biagetti	et Bruno Cesari
- Costumes : Jost Jakob
- Production : Giovanni Bertolucci et Achille Manzotti
- Sociétés de production : Faso Film et San Francisco Film
- Pays de production :  Italie
- Langue originale : italien
- Format : couleur - 1,87:1 - son mono
- Durée : 93 minutes
- Date de sortie :
  - Italie : 21 février 1992

## Distribution
Sauf indication contraire, les informations mentionnées dans cette section peuvent être confirmées par la base de données cinématographiques IMDb,  présente dans la section « Liens externes ».
- Claudia Koll : Diana
- Paolo Lanza : Paolo, le mari de Diana
- Franco Branciaroli : Donatien Alphonse, le marchand d'antiquité français, sadomasochiste
- Isabella Deiana : Antonietta, amie lesbienne de Diana
- Renzo Rinaldi : Silvio, le propriétaire du magasin de lingerie
- Ornella Marcucci : Nadia